# リー・ボウヤー
リー・デイヴィッド・ボウヤー（Lee David Bowyer、1977年1月3日 - ）は、イングランド出身のサッカー選手、サッカー指導者。現役時代のポジションはMF（右サイドハーフ、センターハーフ）。
Eクロス精度が高く、得点力も高い。イングランド代表にも選出されたことがあるが、気性が荒いのが難点である。これまでに100枚を超えるイエローカードを受けている。

## 経歴

### クラブ
子どものころはウェストハムのファンだったが、チャールトンのアカデミーに入団した。1995年、マリファナに手を染めて有罪となった。1996年、10代としては史上最高額でリーズに移籍し、8月のダービー戦でデビューした。9月に目を負傷して療養していたが、深夜にロンドン市内のマクドナルドで乱闘騒ぎを起こして4000ポンドの罰金を科された。1997-98シーズンはジョージ・グレアム監督に冷遇されたが、1998-99シーズンにデヴィッド・オレアリー監督が就任すると若手を中心としたチーム編成を進め、ボウヤーはこのシーズンのチーム・プレーヤー・オブ・ザ・イヤーを受賞した。
2000年1月、ジョナサン・ウッドゲートと共にパキスタン人留学生を暴行したとして起訴される。裁判が始まり、イングランド代表からは落選した。2月、トッテナム・ホットスパーFC戦で相手選手の胸を蹴り、FAから代表戦出場停止処分を受けた。2000-01シーズンには、裁判と試合の両方に出るためにクラブがヘリコプターをチャーターしたこともあった。同シーズンには自身2度目のチーム・プレーヤー・オブ・ザ・イヤーに輝いた。UEFAチャンピオンズリーグで準決勝に進出したチームの立役者となり、ハリー・キューウェルと共にクラブの看板を背負った。2001年12月、留学生暴行事件で無罪となったが、クラブより罰金を受け、100時間のボランティアを言い渡された。罰金やボランティアを拒否したためにクラブ会長や監督との関係は悪化した。2002年6月にはリヴァプールFCとの契約直前までいったが話は流れた。ポルトガル戦で代表復帰した。2002年12月12日、マラガCF戦がリーズでの最終戦となったが、その試合で相手選手の頭を踏みUEFAから6試合の出場停止処分を受けた。2003年1月、ウェストハムに移籍した。
ニューカッスルに所属していた2005年4月2日、アストン･ヴィラ戦でアストン･ヴィラが3点目となるPKを決めた後に｢パスを回さない｣との理由からチームメイトのキーロン・ダイアーと喧嘩となり、翌日の新聞に二人がクロスカウンターを打ち合っている写真が掲載。その後、クラブから英国史上最高額の約5000万円の罰金を言い渡されたほかに、リーグ戦3試合の出場停止処分を科され、クラブから6週間分のサラリーも停止された。
その後ウェストハム、バーミンガム・シティFC、イプスウィッチ・タウンFCでのプレーを経て2011-12シーズンに現役を引退。

### 指導者
現役引退後は、指導者に転身し、2018年3月からは暫定監督として古巣チャールトンを指揮。終盤10試合のうち6試合で勝利を収め、同年9月6日に正式な監督として2018-19シーズンまでの契約を結んだ。2021年3月15日に辞任した。
2021年3月16日、バーミンガム・シティFCの監督に就任した。
2023年9月、モントセラト代表の監督に就任した。

## 所属クラブ
- 1993-1996 チャールトン・アスレティックFC
- 1996-2002 リーズ・ユナイテッドFC
- 2003.1-2003.7 ウェストハム・ユナイテッドFC
- 2003-2006 ニューカッスル・ユナイテッドFC
- 2006-2009 ウェストハム・ユナイテッドFC

→2009.1-2009.6 バーミンガム・シティFC (loan)
- 2009-2011 バーミンガム・シティFC
- 2011-2012 イプスウィッチ・タウンFC

## 指導歴
- 2018-2021 チャールトン・アスレティックFC
- 2021-2022 バーミンガム・シティFC
- 2023- モントセラト代表

## タイトル
クラブ
バーミンガム・シティFC
- フットボールリーグカップ 2010-2011